# Codru (masiv forestier din Republica Moldova)

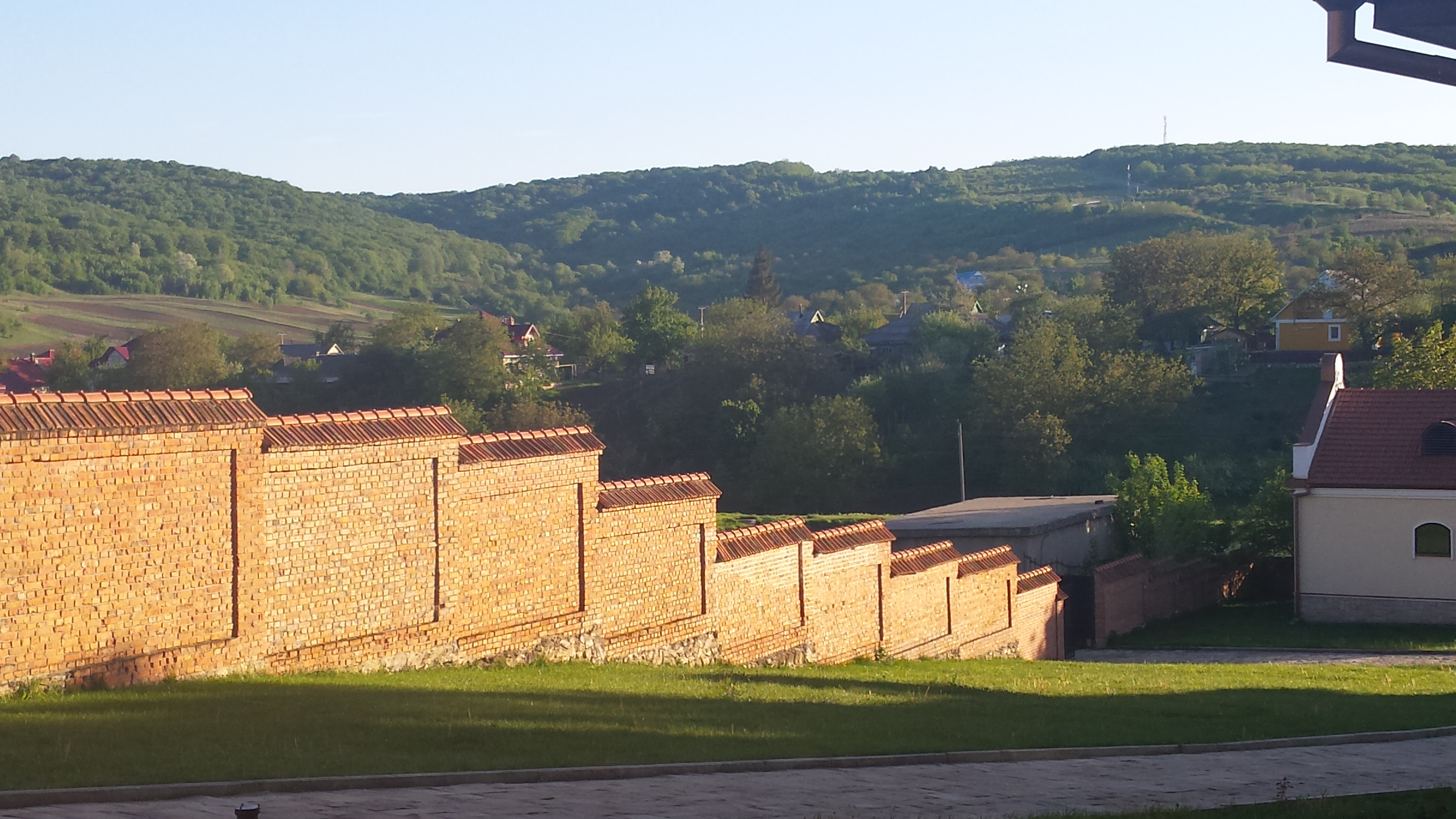
Codrul adiacent mănăstirii și satului Căpriana

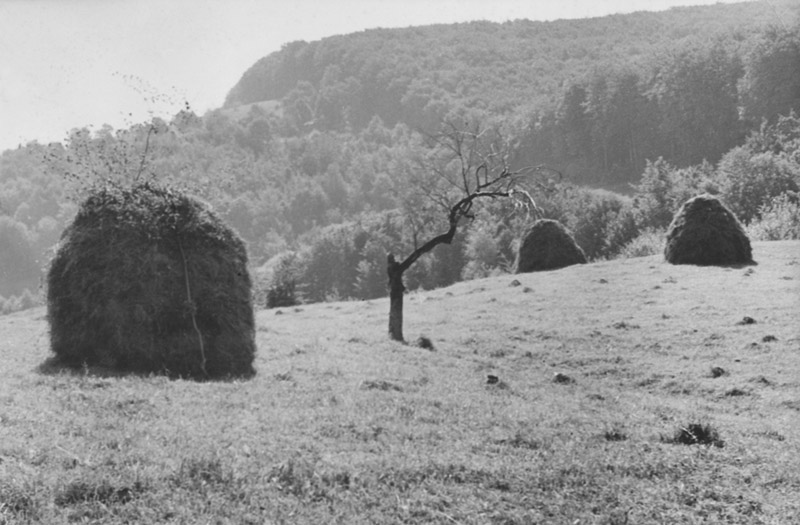
Imagine de Codru vechi (1980)

Codrul (plural Codrii Moldovei) constituie un masiv forestier amplasat în centrul deluros al Republicii Moldova, pe Podișul Moldovei Centrale, ocupând cca. 40% din suprafața acestui platou înalt. Pădurile ocupă preponderent altitudinile maxime, dintre 200 și 430 m (dealul Bălănești).
Codrul se întinde în mare parte pe teritoriul raioanelor: Strășeni, Hîncești, Călărași, Orhei și Nisporeni și, într-o măsură mai mică în: vestul raionului Ungheni, nordul raionului Cimișlia, sudul raionului Telenești și nordul/sud-vestul raionului Ialoveni. 
Printre altele, pe teritoriul Codrilor sunt amplasate cele mai străvechi mănăstiri din Republica Moldova: Vărzărești (sec. XIV), Căpriana (sec. XIV-XV), Hâncu (sec. XVII), Hârbovăț (sec. XVIII), Hârjăuca (sec. XVIII), Curchi (sec. XVIII), Condrița, ș.a.

## Relief

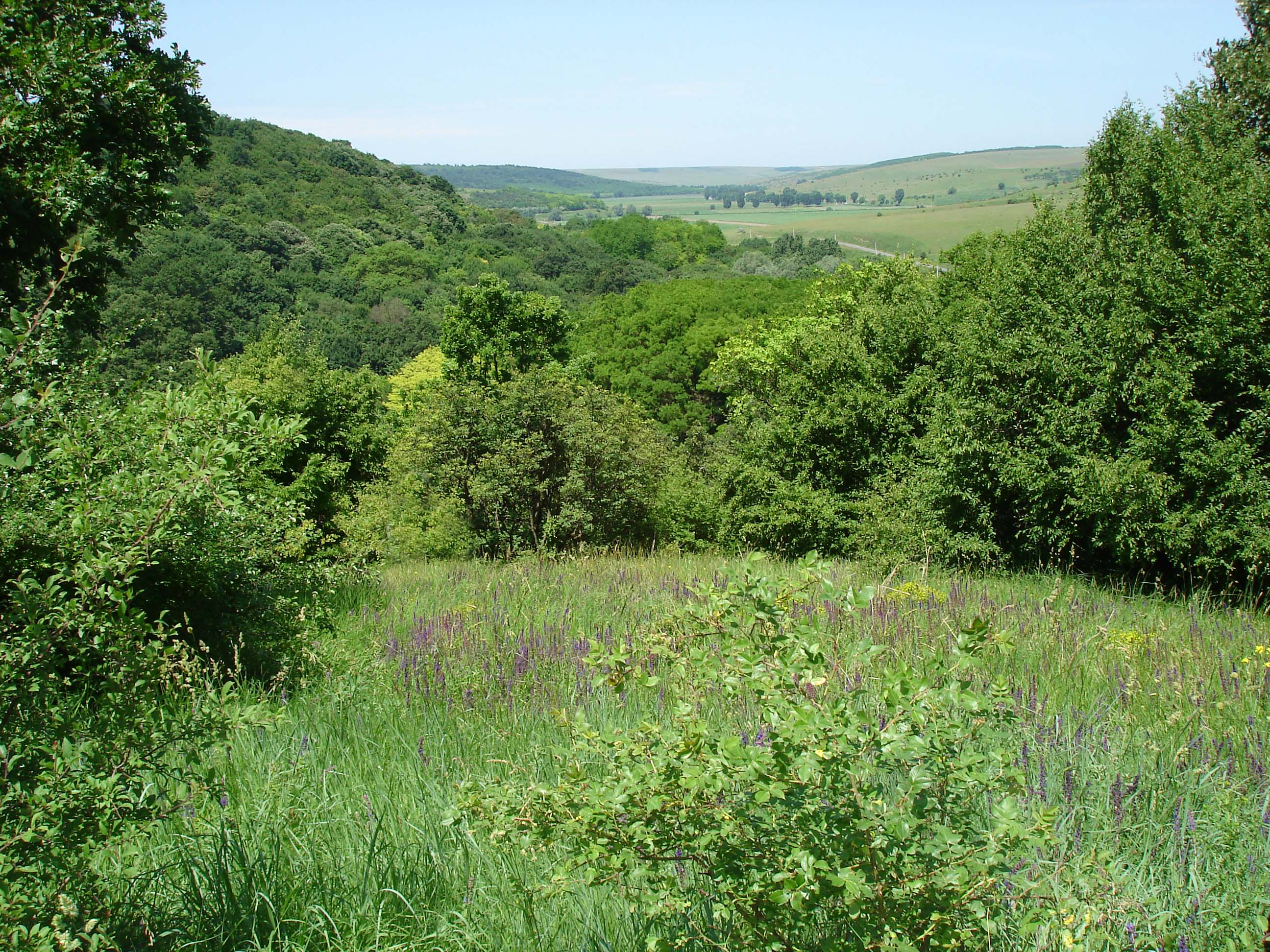
Rezervația științifică Codru

Relieful este dificil, constituit dintr-un podiș jos, tăiat de un număr mare de văi (săpate mai ales râurile Bâc, Botna, Ichel, Cogâlnic, Lăpușna, precum și aflueții drepți ai Răutului, etc.) întretăiate în toate direcțiile, care au înfățișarea unei aglomerări nesfârșite de dealuri mai mult sau mai puțin rotunjite. Întinse suprafețe sunt supuse eroziunii, cu văi adânci disecate de traversarea râurilor mai sus enumerate; de asemenea sunt răspândite rigolele, ravenele și hârtoapele (depresiuni cu diametrul de 3-5 km în formă de amfiteatre mari). Alunecările de teren pe locuri sunt carstice.
Actualele verigi de dealuri mai mari sau mai mici, s-au format în timpurile miocenului, atunci sedimentele continentale s-au depus sub formă de argile, marne, calcare, nisipuri, gresii și loess cuaternar, ca urmare formându-se insule și movile pe atunci submarine. Dealurile Codrilor au o formă lunguiață cu o lățime maximă (vest-est) de 60-65 km și lungimea (nord-sud-est) 100-110 km. Văile cuprinse în acest areal au în principal direcția vest-est, mai rar sud-est și sud-vest. 

### Diviziune geografică
Codrii sunt divizați în două regiuni naturale: 
- Nordică, cu relieful sublim (altitudine max. 430 m) și climatul mai umed. Aici cresc păduri de foioase de tip central-european. S-au păstrat mici păduri de fag. Vegetația este reprezentată în principal de ierburi joase, ferigi.

- Regiunea de Sud are înălțimea absolută de 300-390 m. Aici crește mai ales stejarul pufos, dar și alte specii. Sudul Codrilor este mai uscat față de partea nordică, datorită căreia este dezvoltată o vegetație de silvostepă.

## Floră

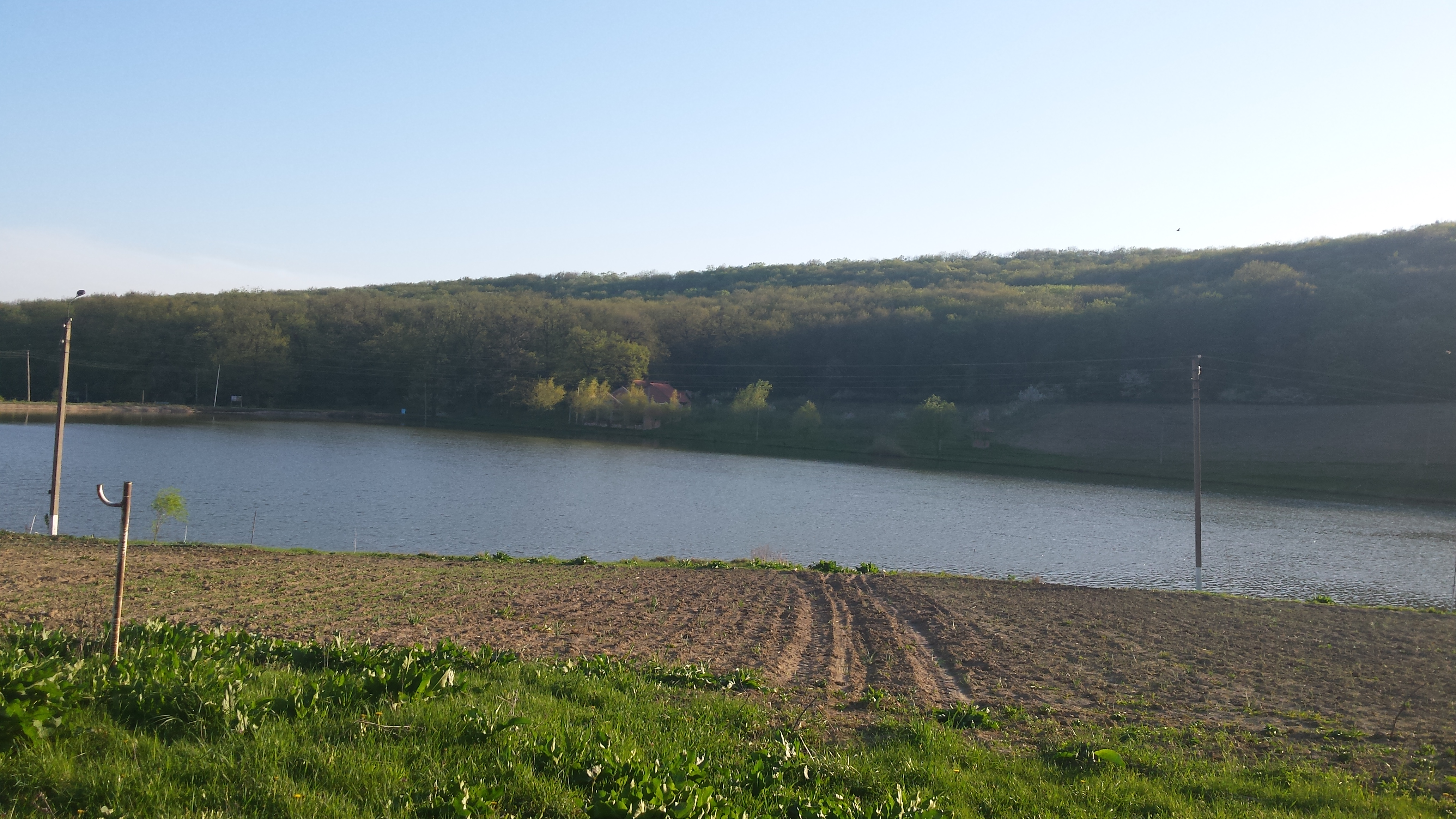
Codrul adiacent mănăstirii Țigănești

în Codru cresc aproape 1000 de soiuri de plante protejate, adică jumătate din flora, caracteristică pentru R. Moldova. Cele mai mari suprafețe sînt ocupate de pădurile de gorun cu amestec de carpen, tei, frasin, arțar, ulm și, mai rar fag. Mai puțin răspîndite sînt pădurile de stejar pedunculat.
Nivelul de arbuști și învelișul de iarbă este bine dezvoltat și include cornul sîngeros, călinul, vonicerul, cornul alb, dintre ierburi – rogoz, piciorul-caprei (region. laba-ursului), dar și leordă. Pe podișuri înalte, împrejurul izvoarelor și pîrăiașelor mici sînt pădurici de fagi. Mai cresc aproape 90 de soiuri de plante rare sau pe cale de dispariție, printre care se întîlnesc asemenea plante ca bumbăcarița, palma-Maicii-Domnului (face parte din familia orhideelor, se mai numește iarba-șarpelui sau limba-cucului), grâușor (untișor) și iarba de baltă.

## Faună
Pot fi întîlniți reprezentanți atât ai faunei din Carpați, cât și Balcani sau Asia. Au fost fixate 225 de specii de animale vertebrate (43 specii de mamifere, 145 specii de păsări, 7 specii reptile și 10 specii de amfibii) și 1178 de specii nevertebrate. Dintre cele vertebrate, 55 de tipuri sînt rare, iar 43 foarte rare. În păduri se întîlnesc: cerbul lopătar, cerbul roșu, căprioara, mistrețul, bursucul, pisica sălbatică, jderul, acvila de munte, uliul, turtureaua, bufnița, vipera, nemaivorbind de vulpe sau iepure, etc.

## Impactul antropic

Lemnăritul încă mai este practicat intens

Până în prezent suprafața masivului s-a redus în mod semnificativ, fiind înclocuit cu culturi de viță de vie, livezi de măr sau câmpuri de floarea soarelui. Cu referire la Codrii Moldovei la începutul secolului al XVIII-lea Dimitrie Cantemir menționa: 
|  | Cu codrii încă este Moldova foarte îmbogățită, al cărora lemn nu este numai pentru cherestea și pentru foc, ci și copaci aducători de roadă îndestulă. |

De asemenea, un număr semneficativ mai ales de mamifere (mai puține păsări) au dispărut ca urmare a defrișărilor și braconajului intensiv de-a lungul secolelor XVIII-XX. Se cunoaște cu certitudine că Codrii au fost populați de specii ca: zimbrul (disp. sec. XVIII), elanul (sec. XVII), râsul, bourul (aprox. sec. XIII), cocoșul de munte, ș.a

## Vezi și
- Codru (rezervație științifică)

## Legături externe
- Codrii – „Plămânii” Moldovei (moldova.org)
- Patrimoniul național „Codrii Moldovei” (prospect.md)
- Vizitarea locurilor de cultură – Codrii Moldovei (chibzuinta.worldpress.com)
- Codrii (referat) (clopotel.ro)
- Codrii - Enciclopeida Naturii (enciclopedia.biz)